# Россошь (приток Аксая)
Россошь (Рассош) — река в России, протекает в Сарпинском районе республики Калмыкия и Октябрьском районе Волгоградской области. Левый приток реки Аксай Есауловский, бассейн Дона.

## География
Река начинается в балке Россошь в Калмыкии, на границе с Волгоградской областью. Течёт по балке на север, на границе Волгоградской области поворачивает на северо-запад. Ниже границы запружена, ещё ниже на левом берегу находится село Перегрузное. Впадает в Аксай Есауловский в 111 км выше устья последнего. Длина реки составляет 26 км, площадь водосборного бассейна — 429 км².

## Данные водного реестра
По данным государственного водного реестра России относится к Донскому бассейновому округу, водохозяйственный участок реки — Дон от города Калач-на-Дону до Цимлянского гидроузла, без реки Чир, речной подбассейн реки — Дон между впадением Хопра и Северского Донца. Речной бассейн реки — Дон (российская часть бассейна).
Код объекта в государственном водном реестре — 05010300912107000010189.

## Бассейн
- Россошь
  - б. Водина (левая составляющая[3])
  - б. Перегрузная — (л)[3]